# أندرويد (نظام تشغيل)

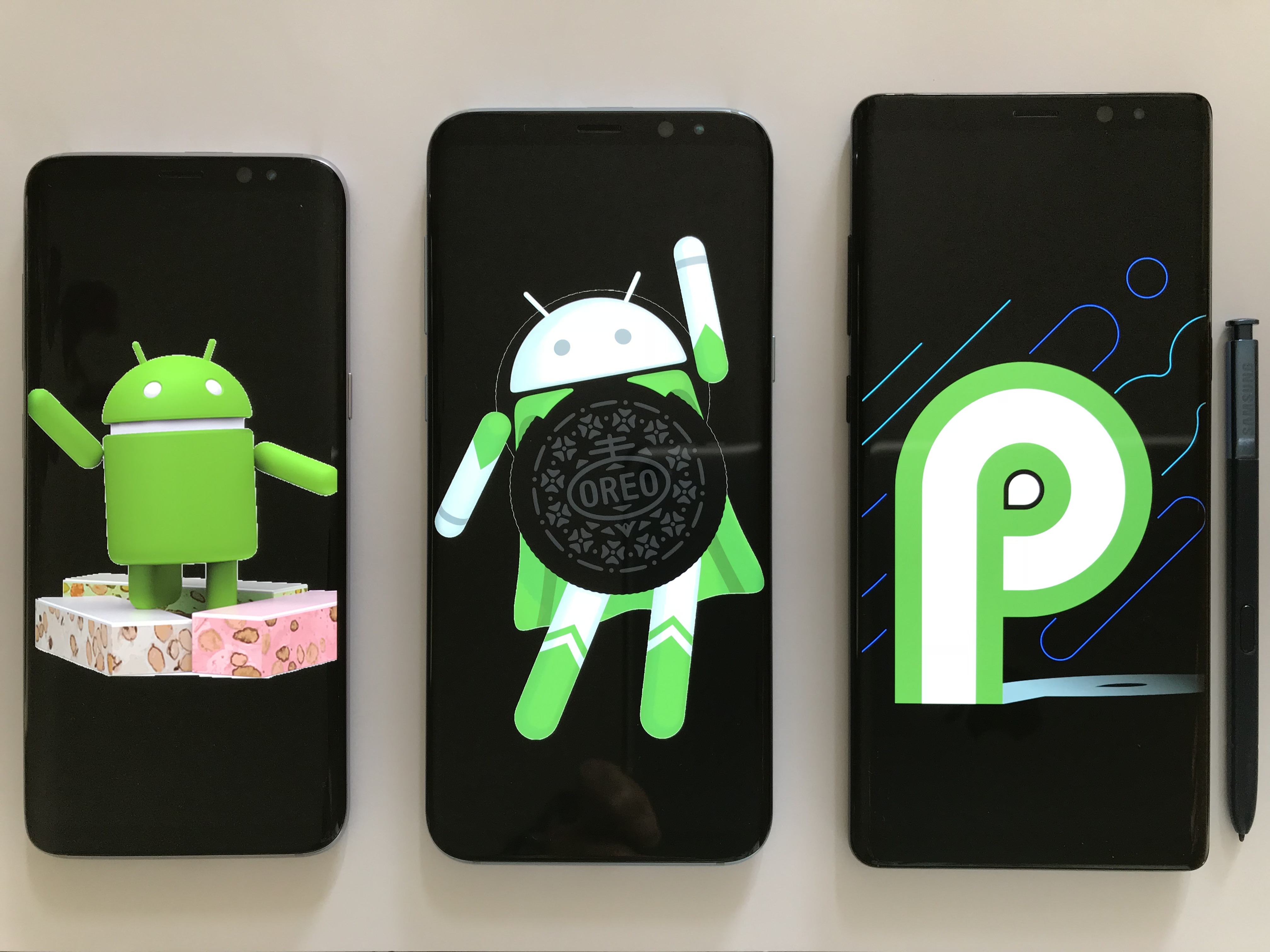
أندرويد نوغا، أوريو، باي

أندرويد (بالإنجليزية: Android) نظام تشغيل حر ومفتوح المصدر مبني على نواة لينكس صُمّم أساسًا للأجهزة ذات شاشات اللمس كالهواتف الذكية والحواسيب اللوحية، طور نظام الأندرويد من قبل التحالف المفتوح للهواتف النقالة الذي تديرهُ شركة جوجل. تستند واجهة مستخدم نظام أندرويد أساسا إلى المعالجة المباشرة، وذلك باستخدام الإيماءات اللمسية التي تتوافق إلى حد كبير مع الحركات الواقعية، مثل النقر، والمسح وضم الأصابع، من أجل التعامل مع الأشياء على لوحة الشاشة، بالإضافة إلى لوحة المفاتيح الافتراضية لإدخال النص. وطورت شركة جوجل الأجهزة التي تعمل باللمس وكذلك أجهزة أندرويد تي في لأجهزة التلفزيون وأندرويد أوتو للسيارات، وأندرويد وير لساعات اليد. حيث طور كلٌ مع واجهة مستخدم خاصة. وتستخدم أنواع من أنظمة أندرويد أيضا على أجهزة الحاسوب المحمولة، وأجهزة الألعاب، والكاميرات الرقمية، والأجهزة الإلكترونية الأخرى.
يمتلك أندرويد أكبر قاعدة تثبيت بين جميع أنظمة التشغيل من أي نوع. وهو نظام التشغيل الأكثر مبيعا على الأجهزة اللوحية منذ عام 2013، أما على الهواتف الذكية هو المهيمن بأي معيار.
طُوِّرَ في البداية من قبل شركة أندرويد، والتي اِشتراها جوجل في عام 2005، وكشف عن نظام أندرويد في عام 2007 مع تأسيس التحالف المفتوح للهواتف النقالة - مجموعة من شركات الأجهزة والبرمجيات والاتصالات تستهدف ترقية المعايير المفتوحة للهواتف النقالة. حتى يوليو 2013، ونشر أكثر من مليون تطبيق أندرويد في متجر جوجل بلاي - بما في ذلك العديد من «التطبيقات من درجة رجال الأعمال» التي تنافس منصات الهواتف المحمولة - ونزل عبر شبكة الأنترنت أكثر من 50 مليار تطبيق. ووجدت دراسة استقصائية لمطوري تطبيقات الهاتف المحمول في شهر أبريل-مايو 2013 أن 71٪ من المطورين ينشؤون تطبيقات لمنصة أندرويد، ووجدت دراسة استقصائية في عام 2015 أن 40٪ من المطورين المحترفين بدوام كامل يعتبرون أن نظام أندرويد منصتهم الهدف. في شهر سبتمبر 2015، كان لنظام أندرويد حوالي 1.4 مليار جهاز نشط شهريا.
حررت الشيفرة المصدرية لأندرويد من قبل غوغل بتراخيص مفتوحة المصدر، على الرغم من أن معظم أجهزة أندرويد تُشحَن في نهاية المطاف مع مجموعة من البرمجيات المفتوحة المصدر والإحتكارية، بما في ذلك البرمجيات الاحتكارية المطلوبة للوصول إلى خدمات غوغل. يحظى أندرويد بشعبية وسط شركات التكنولوجيا التي تبحث عن نظام تشغيل جاهز ومنخفض التكلفة وقابل للتخصيص للأجهزة ذات التقنية العالية. وقد شجعت طبيعته المفتوحة العديد من المطورين والمتحمسين لإستخدام الشيفرات مفتوحة المصدر كأساس لمشاريع مُسَيَرة من قِبَل الجمهور، والتي توفر تحديثات للأجهزة القديمة، وتُضِيف ميزات جديدة للمستخدمين المتقدمين أو تُأقلِم أندرويد لأجهزة شُحنت أصلا مع أنظمة تشغيل أُخرى. نجاح أندرويد جعله هدفا لدَعَاوَى براءات الإختراع (وحقوق التأليف والنشر) كجزء من ما يسمى ب «حروب الهواتف الذكية» بين الشركات التكنولوجية.
لدى أنظمة الأندرويد مجتمع ضخم من المبرمجين المطورين الذين يكتبون ويطورون البرامج والتطبيقات للأندرويد، ويعتمدون بشكل أساسي على الكتابة بلغتي جافا وكوتلن.
جوجل بلاي وهو متجر متاح على شبكة الإنترنت وكتطبيق على هواتف أندرويد يُدار بواسطة جوجل. ولقد وصل عدد التطبيقات المتواجدة بالمتجر في سبتمبر 2012 حوالي 675,000 تطبيق وعدد التنزيلات 25 مليار تنزيل.

## تاريخ

### بداية النظام
تأسست أندرويد (بالإنجليزية: Android) في بالو ألتو، كاليفورنيا (بالإنجليزية: Palo Alto, California) في أكتوبر 2003 من قبل أندي روبن (بالإنجليزية: Andy Rubin)، المؤسس المشارك، وريتش مينر (بالإنجليزية: Rich Miner)، المؤسس المشارك في Wildfire Communications, Inc، ونيك سيرز (بالإنجليزية: Nick Sears)، أحد نوَاب رئيس تي موبايل، وكريس وايت (بالإنجليزية: Chris White)، رئيس تصميم الواجهات في WebTV لتطوير «أجهزة نقالة أكثر ذكاء ومعرفةً بمكان مالكها وتفضيلاته الخاصة»، كما قال أندي روبين. كانت نوايا الشركة أن تطور نظام تشغيل متقدم للكاميرات الرقمية، وعندما تبين أن سوق الكاميرات الرقمية ليس كبير بما فيه الكفاية، حولوا جهودهم لإنتاج نظام تشغيل للهواتف الذكية لمنافسة انظمة سيمبيان، وويندوز موبايل (لم يكن نظام آي أو إس الخاص بتشغيل أجهزة آيفون موجودا في ذلك الوقت). وعلى الرغم من الإنجازات التي قام بها المؤسسين والموظفين في وقت مبكر، إلا أنهم كانوا يعملون سرا، ولم يكشفوا إلا عن أنهم يعملون على برمجيات للهواتف النقالة.

### شراء جوجل للنظام
في أغسطس 2005 قامت شركة جوجل بشراء النظام من الشركة المالكة وضم المؤسسين السابقين وعلى رأسهم المهندس أندرو روبن الذي استمر بالعمل على تطوير النظام، ويعتبر هو المسؤول المباشر عن وصول نظام أندرويد إلى النجاح الذي نشهده حالياً.

### أصل الكلمة
كلمة android الإنجليزية تعني الإنسان الآلي الذي يكون على شكل إنسان (الإنسالة).

## المميزات

### الواجهة

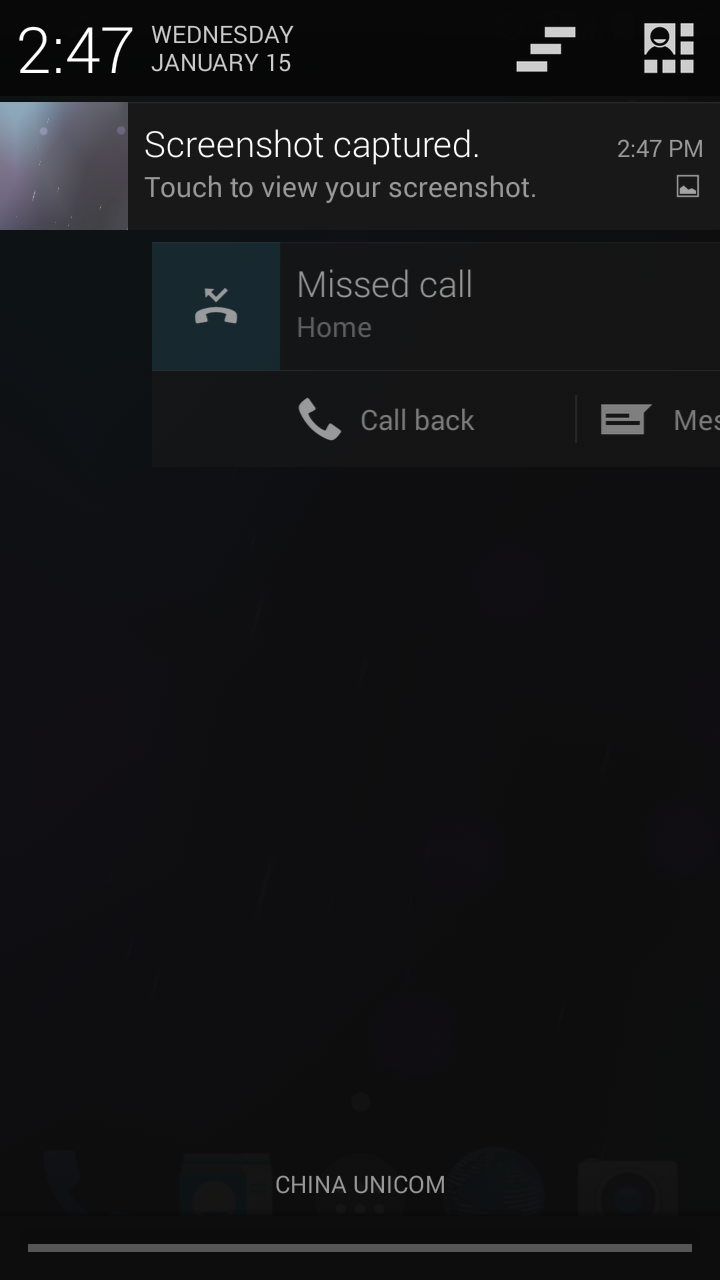
شاشة تنبيهات أندرويد

واجهة نظام أندرويد مبنية على الاستجابة المباشرة، حيث أن الواجهة مبنية على مبدأ الاستجابة الفورية للمسات على الشاشة.

## التطبيقات
متجر جوجل بلاي هو متجر على الويب للبرامج تديره جوجل لأجهزة أندرويد، التطبيق "Google play" مثبت على معظم أجهزة أندرويد، حتى أغسطس 2013 هناك 900,000 تطبيق وجدت في المتجر. جوجل لديها العديد من البرامج في المتجر منها Googles وEarth وSkymap وBBM
على عكس معظم الأنظمة الأخرى، يسمح نظام الأندرويد بتنصيب متاجر تطبيقات بديلة، من أشهر هذه المتاجر متجر أمازون المسمى Amazon Appstore
المجانية
يعتبر نظام أندرويد أكثر نظام مجاني حيث التطبيقات المجانية فيه يفوق عددها التطبيقات المدفوعة.
الوِدحة
هي تطبيقات صغيرة توجد على واجهة المستخدم مثل: تطبيق حي لحالة الطقس في الوقت الحالي، صندوق البريد الإلكتروني للمستخدم
التخزين
يستخدم الأندرويد لتخزين البيانات نظام إدارة قواعد البيانات إس كيو لايت وكذلك النسخ الخفيفة من قواعد البيانات المترابطة. كما أنه يستخدم خدمات جوجل السحابية.
نظم الاتصال
يدعم الأندرويد:
- نظام التموضع العالمي
- النظام العالمي للإتصالات المتنقلة ومعدلات البيانات المحسنة لتطور نظام جي إس إم
- IDEN
- سي دي إم أيه
- النظام العالمي للاتصالات المتنقلة
- جيل رابع 4G
- إيف دو ريف بي
- وايماكس
- واي-فاي
- بلوتوث
- إن إف سي

الرسائل
يدعم الأندرويد خدمة الرسالة القصيرة "SMS"،خدمة رسائل الوسائط المتعددة"MMS".
دعم اللغات
يدعم الأندرويد العديد من اللغات البشرية من بينها العربية بعد التحديث 4.0
متصفح الويب
المتصفح الموجود على الأندرويد مبني على واجهة ويب كيت مقترن مع محرك الجافا سكربت في متصفح كروم V8، ولقد حصل على 93/100 في أختبار أسيد3.
دعم الوسائط
يدعم النظام العديد من الوسائط الصوت الفيديو ذات التركيب H.263 وH.264 (على شكل صيغة 3GP أو MP4) وAMR وFLAC وMP3 وغيرها

## الحماية
يعتبر نظام اندرويد نظام عادي الأمان ولكنه يوفر طبقة نظام داخلية جيدة، لأنه مبني على نواة لينكس. ويوفر المتجر العديد من تطبيقات الحماية من الفيروسات وحتى من مخاطر سرقة الجهاز. وفي أندرويد 4.1 تم إغلاق أكثر من 90% من الثغرات المتواجدة في النسخة السابقة. على الرغم من ذلك إلا أن الاختراقات والفيروسات وملفات التجسس والملفات المشبوهة والبرامج غير المشفرة والشركات التي تتاجر بمعلومات المستخدمين هي في تزايد مستمر وكثرة شديدة، وتوجد عدد من الثغرات تهدد مئات الملايين من المستخدمين، والكثير تلك الثغرات تمكن المهاجمين من الوصول إلى بيانات الهواتف والسيطرة عليها، وفي 2015 انتشر خبر عن ثغرة بالنظام تستطيع الإطاحة والتأثير بمليار جهاز. بالإضافة لذلك، الكثير من الأجهزة تنتهي تحديثات الدعم والمساعدة لأمن النظام خلال 18 شهرًا أو 24 شهرًا ففي أجهزة كالجالكسي من ماركة سامسونغ وهواوي ولينوفو والكثير غيرها تعتمد على هذا النظام مما أثر على الأمن وحسب الإحصائيات التالية يتبين أن نسبة استخدام الاندرويد ما قبل النسخة السادسة نسبتها هي الأضخم والأكبر وهذا خطير أمنيًّا ويسبب تقادم النسخ انكشاف وظهور ثغرات أكبر مع كون لشركات قد أعلنت إنهائها لدعم الأجهزة فيصبح الوضع الأمني سيئا لأصحاب الميزانيات المحدودة والمتوسطة.

### إحصائيات نسخ نظام أندرويد المفعلة
لشهر مارس 2017 أندرويد نوجا يشغل نسبة 1 بالمئة من الأجهزة وتتقدم نسخة نوجا أكثر بنسبة 2.8 بالمئة حيث لازالت نسخة لوليبوب مسيطرة بنسبة 32.5 بالمئة، تليها مباشرة نسخة مارشيميلو بنسبة 31.3 بالمئة. ثم باقي النسخ الكيت كات والجيلي بين.

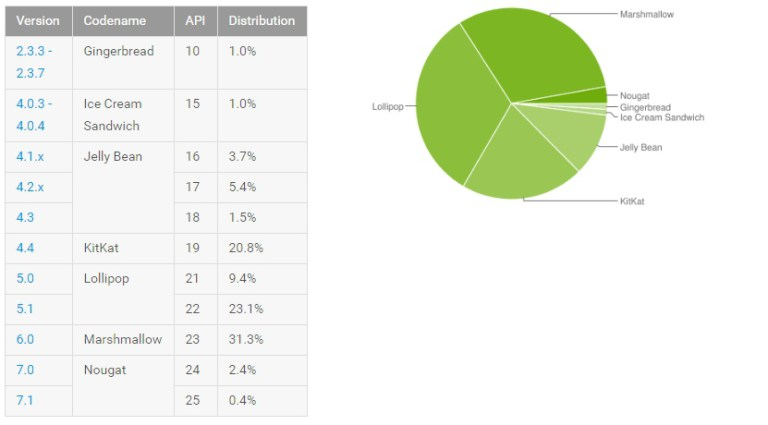
احصائية نسخ نظام أندرويد

### حزمة البرمجيات

مخطط لمعمارية أندرويد

في قمة نواة لينكس، هناك البرمجيات الوسيطة، والمكتبات وواجهات برمجة التطبيقات المكتوبة بلغة سي، وتطبيق البرمجيات التي تعمل على إطار تطبيق والذي يتضمن مكتبات جافا متوافقة قائمة على أساس توافق أباتشي. تطوير نواة لينكس تستمر بشكل مستقل عن قواعد رمز مصدر آخر من أندرويد. يستخدم الروبوت آلة دالفيك الافتراضية الجهاز الظاهري مع ترجمة في الوقت المناسب (JIT) لتشغيل آلة دالفيك الافتراضية «التنفيذ المباشر رمز» (آلة دالفيك الافتراضية للتنفيذ)، والتي عادة ما يترجم من جافا بايت كود. أندرويد 4.4 كما يدعم وقت التشغيل التجريبي الجديد، أندرويد وقت التشغيل (ART)، والذي لم يتم تمكينه افتراضيا.
أندرويد "مكتبة سي القياسية، بيونيك، تم تطويرها من قبل جوجل خصيصا لأندرويد، واشتقاق من توزيعة برمجيات بيركلي معيار مكتبة سي للتعليمات البرمجية. وقد تم تصميم بيونيك نفسها مع العديد من الميزات الرئيسية المحددة لنواة لينكس. الفوائد الرئيسية لاستخدام بيونيك بدلاً من مكتبة جنو لسي (سي العمومية) أو يوسي ليبس هي نموذج مختلف الترخيص، وأصغر بصمة لوقت التشغيل، والاستغلال الامثل لوحدات المعالجة المركزية ذات التردد المنخفض.

### إدارة الذاكرة
منذ أن أبتكرت أجهزة الأندرويد عادة ما تكون البطارية تمد الأداة بالطاقة، تم تصميم الأندرويد لإدارة الذاكرة (رام) للحفاظ على استهلاك الطاقة كحد أدنى، على النقيض من أنظمة التشغيل المكتبية التي تفترض عموما أنها متصلة بجهد المأخذ الرئيسي غير المحدود.
عندما يكون هناك تطبيق أندرويد لم يعد قيد الاستخدام، سيقوم النظام تلقائيًا بتعليقه في الذاكرة. في حين أن التطبيق لا يزال من الناحية الفنية «مفتوح»، والتطبيقات المعلقة لا تستهلك عادة أية موارد (على سبيل المثال، طاقة البطارية أو طاقة المعالجة) ويظل هكذا كامنًا في الخلفية لحين الحاجة إليه مرة أخرى. هذا يجلب فائدة مزدوجة من خلال زيادة الاستجابة العامة لأجهزة أندرويد، وخاصة التطبيقات التي لا تحتاج إلى أن تكون مغلقة ويعاد فتحها من الصفر في كل مرة، وضمان أن التطبيقات في الخلفية لا تستهلك طاقة دون داع.
أندرويد يدير التطبيقات المخزنة في الذاكرة تلقائيا: عندما تكون الذاكرة منخفضة، سوف يبدأ النظام بغلق التطبيقات والعمليات التي كانت خاملة لفترة من الوقت، في ترتيب عكسي لأنها كانت الأخيرة المستعملة (الأقدم أولاً). تم تصميم هذه العملية بحيث تكون غير مرئية للمستخدم، بحيث لا يحتاج المستخدم أن يقوم بإدارة الذاكرة أو إغلاق التطبيقات بنفسه. ومع ذلك، أدى الارتباك بشأن إدارة ذاكرة الأندرويد في مرحلة ما من الوقت بتطبيقات تنظيف الذاكرة يطورها طرف ثالث أصبحت شعبية في متجر جوجل بلاي. وتعتبر تلك التطبيقات عموما ضارة أكثر من كونها نافعة.

## عتاد أجهزة الأندرويد
منصة الأجهزة الرئيسية لأجهزة أندرويد هي إيه.آر.إم (معالج) (إيه.آر.إمف 7 أو في وقت لاحق، وأندرويد 5.0 يدعم أيضا إيه.آر.-أى إمف 8)، مع إلى إكس 86 ومعمارية ميبس كما دعمت رسميا. كل من 64 بت و32 بت يتم دعم المتغيرات من كل ثلاثة معماريات منذ إصدار أندرويد 5.0. منذ عام 2012، ظهرت أجهزة أندرويد مع إنتل بدأت المعالجات في الظهور، بما في ذلك الهواتف وأجهزة التابلت.
اعتبارًا من نوفمبر 2013، أندرويد 4.4 توصي ب 512 ميجابايت على الأقل من ذاكرة الوصول العشوائي، بالنسبة للأجهزة ذات ذاكرة وصول عشوائية منخفضة 340 ميجابايت هو الحد الأدنى المطلوب لا تشمل الذاكرة أي تخصيص لمختلف مكونات الأجهزة مثل المعالج القاعدي. أندرويد 4.4 يتطلب 32-بت إيه.آر.إمف 7، ميبس أو معاج معمارى إكس 86 (الأخيران من خلال منافذ غير رسمية)، < جنبا إلى جنب مع مكتبة الرسوميات المفتوحة 2.0 متوافق وحدة معالجة الرسوميات (جى بى يو). أندرويد يدعم مكتبة الرسوميات المفتوحة إى إس 1.1، 2.0، 3.0 و3.1. مطلوب بعض التطبيقات قد تتطلب صراحة نسخة معينة من برنامج مكتبة الرسوميات المفتوحة ES، والأجهزة جى بى يو مناسب لتشغيل هذه التطبيقات.
أجهزة الأندرويد تتضمن العديد من مكونات الأجهزة الاختيارية، بما في ذلك كاميرات تصوير أو كاميرات الفيديو، ونظام التموضع العالمي، أجهزة التوجه بالاستشعار، وضوابط مخصصة للألعاب، التسارع، جيروسكوب، مقاييس، المغنطيسية، مستشعر القرب، ضغط الاستشعار، وموازين الحرارة، والشاشة التي تعمل باللمس. بعض مكونات الأجهزة، ليس مطلوبا دائما ولكن أصبحت قياسية في فئات معينة من الأجهزة، مثل الهواتف الذكية، وتطبيق متطلبات إضافية إذا كانت موجودة. وقد تتطلب بعض الأجهزة الأخرى في البداية، ولكن تم تقليص تلك المتطلبات أو القضاء عليها تماما. على سبيل المثال، الأندرويد طور في البداية باعتباره نظام هاتف، وقد تطلب بعض الأجهزة مثل الميكروفونات، في حين بمرور الوقت أصبحت وظيفة الهاتف اختيارية. الأندرويد استخدم خاصية الضبط التلقائي في الكاميرا، والتي كانت في السابق تعمل بعدسة ثابتة التركيز  حتى أسقطت الكاميرا كشرط تماما عندما بدأ الأندرويد يستخدم موالف تليفزيون.
بالإضافة إلى تشغيله على الهواتف الذكية والأجهزة اللوحية فقد لجأ عدة مصنعين إلى تشغيل أندرويد أصلا على أجهزة الكمبيوتر الشخصي العادي مع لوحة المفاتيح والماوس. بالإضافة إلى توافرها في الأجهزة المتوفرة تجاريا، وأجهزة الكمبيوتر الشخصي المماثلة الإصدارات من أندرويد x86، التي تتوافر بحرية في مشروع الأندرويد نسخة 4.4. باستخدام محاكي الأندرويد التي هي جزء من أندرويد SDK ، أو باستخدام بلوستاكس أو اندي، فالأندرويد يمكن أيضا تشغيله بصفة غير أصلية على x86.

## تاريخ الإصدار
شهد نظام الأندرويد عدداً من التحديثات منذ انطلاقه، وأهمها:
- خبز الزنجبيل (بالإنجليزية: gingerbread): وهو التحديث رقم 2.3 للأندرويد. وفيه تم تحسين واجهة المستخدم، لوحة المفاتيح سلسة. وميزة نسخ / لصق، وتحسين أداء الألعاب، وأضاف دعم SIP (مكالمة عبر بروتوكول الإنترنت).
- قرص العسل (بالإنجليزية: Honeycomb): وهو التحديث رقم 3.0 للأندرويد، الذي يدعم الشاشات الكبيرة، ويقدم العديد من الميزات الجديدة في واجهة المستخدم، ودعم المعالجات متعددة النواة وتسريع أجهزة الرسومات. وأول جهاز تم طرح هذا الإصدار فيه هو جهاز موتورولا زوم اللوحي (Xoom). وقد تفرع من نفس التحديث:
  - قرص العسل 3.1 : صدر في مايو 2011، وتم فيه تقديم الدعم لأجهزة الإدخال إضافية، ووضع المضيف يو إس بي لنقل المعلومات مباشرة من الكاميرات والأجهزة الأخرى، وأفلام وتطبيقات وكتب جوجل.
  - قرص العسل 3.2 : صدر في يوليو 2011، وتم فيه التحسين لمجموعة أوسع من أحجام الشاشات الجديدة «تكبير إلى ملء» وضع توافق الشاشة، تحميل ملفات الوسائط مباشرة من بطاقة SD، ودعم شاشة API الموسعة.
- ساندويتش الآيس كريم (بالإنجليزية: Ice Cream Sandwich): وهو التحديث رقم 4.0 للأندرويد، وقد أُعلن عنه يوم 19 أكتوبر 2011، وفيه تم إضافة ميزات قرص العسل إلى الهواتف الذكية، وإضافة الميزات الجديدة بما في ذلك التعرف على الوجه، ورصد استخدام شبكة البيانات والتحكم، الاتصالات الموحدة والشبكات الاجتماعية، والتحسينات وأعلنت جوجل أنه فرع منه.
- هلام الفول اندرويد 4.3 (بالإنجليزية: Jelly Bean) (جيلي بين)، هو الإصدار الذي يتوفر على الهواتف ومن أبرز مميزاته السرعة والسلاسة وأكثر ما يميزه هو البحث الصوتي وخدمة Google Now التي تجلب لك المعلومة المناسبة في الوقت المناسب بالإضافة لتواجد كل مميزات الإصدار السابق ساندويتش الآيس كريم أو يمكن القول أنه فرع منه. وأعلنت Google عن جيلي بين 4.3 في 24 يوليو 2013 وكانت أول أجهزة تعمل به هي نكسس 5 سامسونج جالكسي نوت 3
- كيت كاتأندرويد 4.4-4.4.4 (بالإنجليزية: Kitkat).
- لوليبوب (مصاصة) أندرويد 5.0 (بالإنجليزية: Lollipop)، أضاف واجهة تصميم جديدة تحمل اسم ماتيريال ديزاين خلفًا لواجهة هولو التي كانت تُستعمل منذ إصدار قرص العسل، كما أضافت أكثر من 3000 API للمطورين.
- مارش ملو: أندرويد 6.0(بالإنجليزية: Android Marshmallow)، أعلنت شركة جوجل في 17 أغسطس 2015 عن الاسم الرسمي للإصدار السادس من أندرويد - أندرويد 6.0 - والذي قالت أنه سيحمل اسم أندرويد مارشيملو والمارشميلو هي حلوى اسفنجية القوام تتكون من الماء والسكر والجلاتين والنشأ وقالت الشركة أن أندرويد 6.0 أو أندرويد مارشيملو سيتوفر خلال خريف عام 2015.[59]
- نوجا: أندرويد 7.0 (بالإنجليزية: android Nougat)، تم طرحه للمستخدمين بتاريخ 22 أغسطس 2016 أعلنت شركة جوجل أندرويد نوجا 7.0 ويسمى أيضا ب«أندرويد N»
- أوريو: أندرويد 8.0 (بالإنجليزية: Android Oreo)، احتوى على تحسينات في الأداء والبطارية وأيضاً تعديلات شكلية طفيفة من ناحية الألوان والرسوم المتحركة وتم طرح النسخة النهائية المستقرة للمستخدمين يوم 21 أغسطس 2017 في حفل تدشين صغير.[60][61] واستخدمت غوغل اسم أندرويد O خلال الفترة التجريبية للنظام والتي بدأت في ربيع نفس العام.
- أندرويد بي أندرويد 9.0 (بالإنجليزية: Android P) هي النسخة الرئيسية التاسعة من نظام التشغيل أندرويد. تم الإعلان عنه لأول مرة بواسطة جوجل في 7 مارس 2018، وقد تم إطلاق أول معاينة للمطورين في نفس اليوم. تم إصدار المعاينة الثانية، والتي تعتبر تجريبية، في 8 مايو 2018. تم إصدار المعاينة الثالثة، المسماة Beta 2، في 6 يونيو 2018.
- أندرويد 10 (بالإنجليزية: Android 10) هو الإصدار الرئيسي العاشر والإصدار السابع عشر من أنظمة تشغيل الهاتف المحمول على نظام أندرويد. تم إصدار النسخة التجريبية الأولى من أندرويد 10 في 13 مارس 2019

## استخدام المنصة

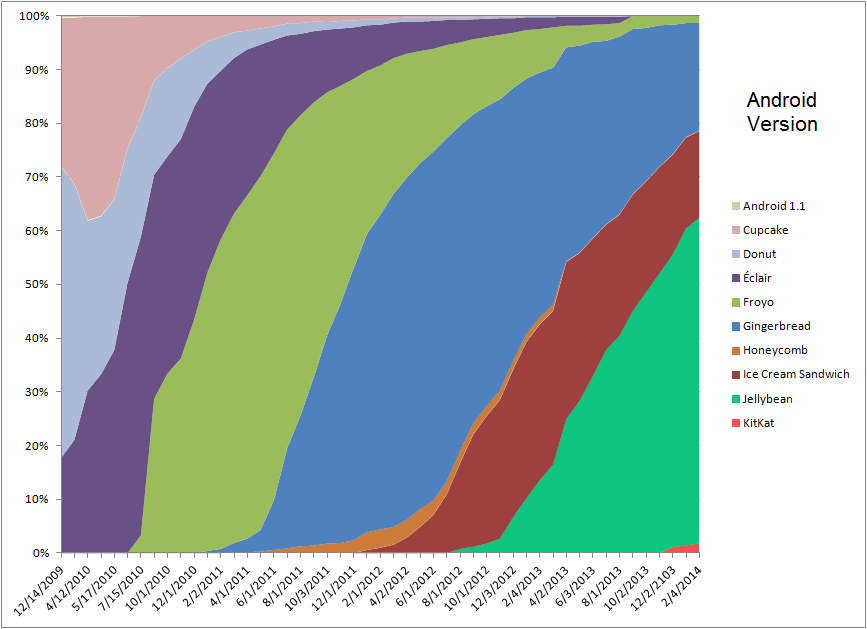
نسب استخدام أنظمة أندرويد المختلفة من ديسمبر 2009 حتى نوفمبر 2013

الرسوم البيانية في هذا القسم تبين مختلف إصدارات أندرويد، استنادا إلى الأجهزة التي تلج إلى متجر غوغل بلاي في فترة سبعة أيام تنتهي في 5 ديسمبر 2016. لذلك، هذه الإحصائيات لا تشمل الأجهزة التي تشغل الأنظمة المنشقة عن أندرويد والتي لا تلج إلى متجر غوغل بلاي، مثل لوحات كيندل فاير لشركة أمازون.
الجدول التالي الصادر رسمياً يوضح نسب استخدام إصدارات أندرويد المختلفة
| الإصدار    | الاسم الكودي                                                            | تاريخ الإطلاق   | مستوى API | نسبة التوزيع والإنتشار | أول جهاز تعامل معه الإصدار |
| ---------- | ----------------------------------------------------------------------- | --------------- | --------- | ---------------------- | --- |
| أندرويد 15 | 15                                                                      | فبراير 17, 2024 | 00        |                        | بكسل, |
| أندرويد 14 | 14                                                                      | أكتوبر 4, 2023  | 00        |                        | بكسل, |
| أندرويد 13 | 13                                                                      | أغسطس 15, 2022  | 00        |                        | بكسل, |
| أندرويد 12 | 12                                                                      | مايو 18, 2021   | 00        |                        | بكسل, |
| أندرويد 11 | 11                                                                      | فبراير 19, 2020 | 30        |                        | بكسل 2, Pixel 2 XL, بكسل 3, Pixel 3 XL, Pixel 3a, Pixel 3a XL, بكسل 4, Pixel 4XL                                                                        |
| أندرويد 10 | 10                                                                      | سبتمبر 3, 2019  | 29        |                        | Pixel, Pixel XL, بكسل 2, Pixel 2 XL, بكسل 3, Pixel 3 XL, Pixel 3a, Pixel 3a XL                                                                          |
| أندرويد بي | باي                                                                     | أغسطس 6, 2018   | 28        |                        | إسينشل فون، Pixel, Pixel XL، بكسل 2, Pixel 2 XL, نوكيا 7 بلس، ون بلس 6، Oppo R15 Pro، سوني اكسبيريا إكس زد 2 ‏، Vivo X21UD، Vivo X21، شاومي مي ميكس 2 أس |
| 8.1        | أوريو                                                                   | ديسمبر 5, 2017  | 27        |                        | بكسل ، Nexus 6P، Nexus 5X |
| 8.0        | أوريو                                                                   | أغسطس 21, 2018  | 28        |                        | |
| 7.1        | أندرويد نوجات أو أندرويد 7.0                                            | 4 أكتوبر 2016   | 25        | أقل من 0.1%            | Pixel |
| 7.0        | أندرويد نوجات أو أندرويد 7.0                                            | 4 أكتوبر 2016   | 25        | 0.4%                   | Nexus 5X، Nexus 6P |
| 6.0        | أندرويد مارش مالو أو حلوى الخطمي أو أندرويد 6.0 Marshmallow             | 5 أكتوبر 2015   | 23        | 26.3%                  | Nexus 5X، Nexus 6P |
| 5.1        | أندرويد لولي بوب أو أندرويد 5.0 أو مصاصة Lollipop                       | 9 مارس 2015     | 22        | 23.2%                  | أندرويد ون |
| 5.0        | أندرويد لولي بوب أو أندرويد 5.0 أو مصاصة Lollipop                       | 3 نوفمبر 2014   | 21        | 10.8%                  | نكسس 6 |
| 4.4        | أندرويد كيت كات أو كيت كات بسكوت بالشوكلاته أو أندرويد 4.4-4.4.4 KitKat | 31 أكتوبر 2013  | 19        | 24.0%                  | نكسس 5 |
| 4.3        | أندرويد 4.3 أو جيلي بين أو فاصوليا جيلي (Jelly Bean)                    | 24 يوليو 2013   | 18        | 1.9%                   | Nexus 7 2013 |
| 4.2        | أندرويد 4.3 أو جيلي بين أو فاصوليا جيلي (Jelly Bean)                    | 13 نوفمبر 2012  | 17        | 6.4%                   | نكسس 4، نكسس 10 |
| 4.1        | أندرويد 4.3 أو جيلي بين أو فاصوليا جيلي (Jelly Bean)                    | 9 يوليو 2012    | 16        | 4.5%                   | Nexus 7 |
| 4.0        | أندرويد 4.0 أو أيس كريم ساندويتش Ice Cream Sandwich                     | 16 ديسمبر 2011  | 15        | 1.2%                   | جالكسي نكسس |
| 2.3        | أندرويد جينجر بريد أو فطيرة الزنجبيل أو أندرويد 2.3–2.3.7 Gingerbread   | 9 فبراير 2011   | 10        | 1.2%                   | نكسس إس |
| 2.2        | أندرويد فرويو أو الزبادي المجمد أو أندرويد 2.2-2.2.3 Froyo              | 20 مايو 2010    | 8         | 0.1%                   | Droid 2 |

## استعمالات أخرى

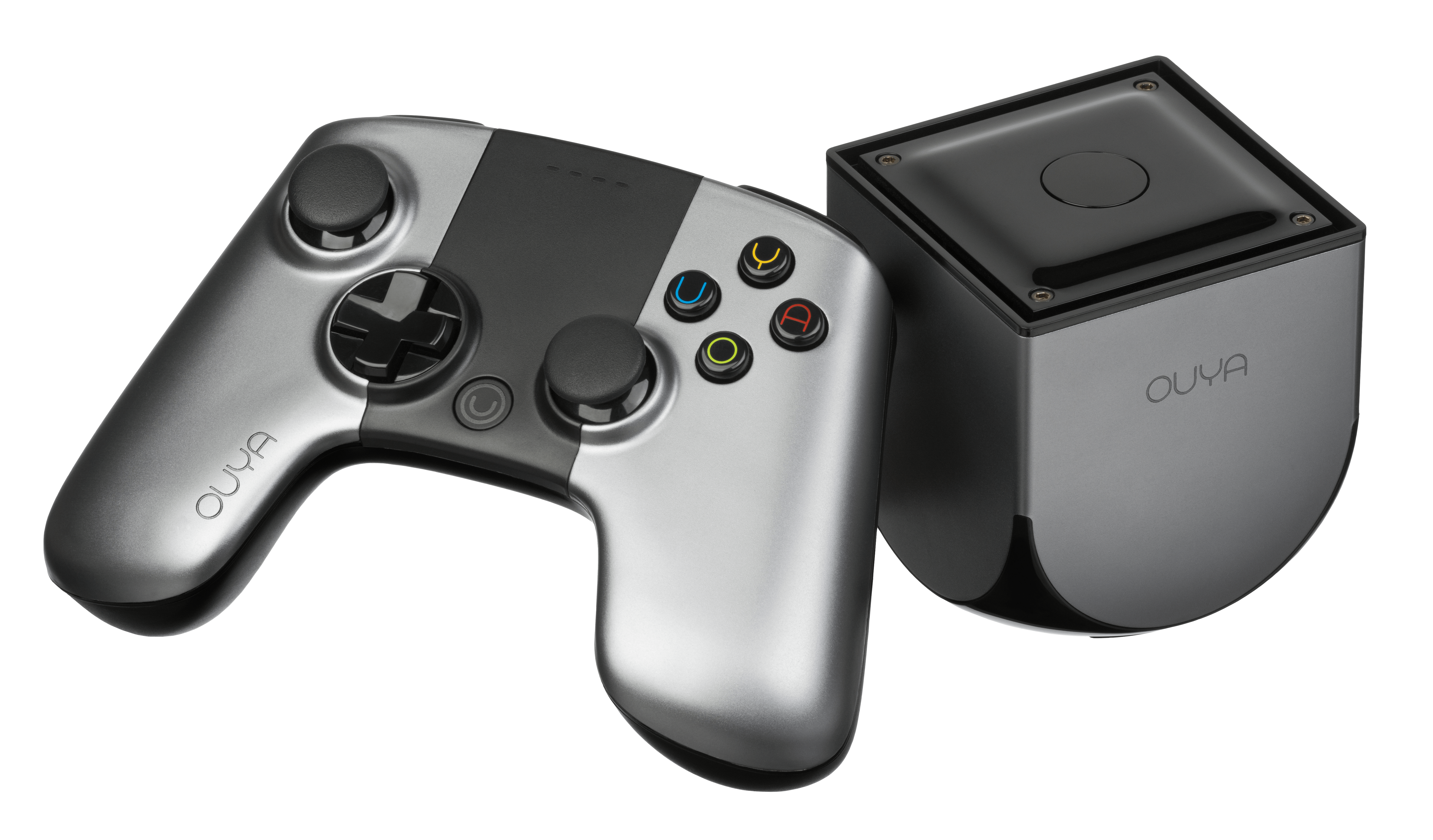
أويا، نظام ألعاب فيديو يعمل على أندرويد

تسمح بنية أندرويد المفتوحة المصدر والقابلة للتعديل في استعماله بأجهزة أخرى إلى جانب الهواتف الذكية والأجهزة اللوحية، كالحواسيب المحمُولة والنّت بوك والسمارت بُوك، وكذا التلفزيونات الذكية (كجوجل تي في وأندرويد تي في) والكاميرات (كجالاكسي كاميرا). بالإضافة إلى ذلك فقد تم استخدام نظام أندرويد في النظارات الذكية (نظارات جوجل)، الساعات الذكية والسماعات، مشغلات الدي في دي والسي دي للسيارات، المرايا، مشغلات الوسائط المحمولة، والهواتف الثابتة، وكذا هواتف الآي بي. أصبح جهاز أويا لتشغيل ألعاب الفيديو والذي يعمل على أندرويد، بتمويل جماعي يقدر بـ 8.5 مليون دولار من أنجح ابتكارات شركة كيك ستارتر، وتبعته لاحقاً العديد من الأجهزة المبنية على نظام أندرويد، كجهاز شيلد بورتابل الذي أطلقته إنفيديا وهو عبارة عن جهاز مبني على نظام أندرويد يتخذ شكل وحدة التحكم.
في 18 مارس 2014، أعلنت جوجل عن اختراعها الجديد أندرويد وير، وهو نظام تشغيل صُمم خصيصاً للساعات الذكية والأجهزة القابلة للارتداء. وتتوفر حالياً فقط نسخة المطور للعامة. وبعد هذا الإعلان ظهرت العديد من الأجهزة التي تعمل على نظام أندرويد وير كساعة إل جي جي ومجموعة موتورولا موتو وساعة سامسونج جير لايف. في 25 يونيو 2014، خلال مؤتمر جوجل آي/أو، قامت جوجل بالإعلان عن استبدال منصة جوجل تي في بالنظام الجديد أندرويد تي في، كما أطلقت نظام أندرويد أوتو للسيارات.
يأتي نظام أندرويد مسبق التثبيت في بعض الحواسيب المحمولة (خاصية مماثلة لتشغيل تطبيقات أندرويد متواجدة في نظام كروم أو إس من جوجل)

## وصلات خارجية
- الموقع الرسمي
- مطوري أندرويد
- مشروع أندرويد مفتوح المصدر